# A The Shield – Kemény zsaruk epizódjainak listája
Ez a cikk a The Shield – Kemény zsaruk című sorozat epizódjait listázza.

## Évados áttekintés
| Évad | Évad | Epizódok | Eredeti sugárzás    | Eredeti sugárzás   | Eredeti adó |
| Évad | Évad | Epizódok | Évadpremier         | Évadfinálé         | Eredeti adó |
| ---- | ---- | -------- | ------------------- | ------------------ | ----------- |
|      | 1    | 13       | 2002. március 12.   | 2002. június 4.    | FX          |
|      | 2    | 13       | 2003. január 7.     | 2003. április 1.   | FX          |
|      | 3    | 15       | 2004. március 9.    | 2004. június 15.   | FX          |
|      | 4    | 13       | 2005. március 15.   | 2005. június 14.   | FX          |
|      | 5    | 11       | 2006. január 10.    | 2006. március 21.  | FX          |
|      | 6    | 10       | 2007. április 3.    | 2007. június 5.    | FX          |
|      | 7    | 13       | 2008. szeptember 2. | 2008. november 25. | FX          |

## Epizódok

### 1. évad (2002)
| Sor. | Év. | Cím                                 | Rendező            | Író                                                                 | Premier           | Nézettség   |
| ---- | --- | ----------------------------------- | ------------------ | ------------------------------------------------------------------- | ----------------- | ----------- |
| 1.   | 1.  | A spicli (Pilot)                    | Clark Johnson      | Shawn Ryan                                                          | 2002. március 12. | 4,83 millió |
| 2.   | 2.  | Az elit osztag (Our Gang)           | Gary Fleder        | Shawn Ryan                                                          | 2002. március 19. | 4,01 millió |
| 3.   | 3.  | Razzia (The Spread)                 | Clark Johnson      | Glen Mazzara                                                        | 2002. március 26. | 3,34 millió |
| 4.   | 4.  | Békítő misszió (Dawg Days)          | Stephen Gyllenhaal | Kevin Arkadie                                                       | 2002. április 2.  | 2,63 millió |
| 5.   | 5.  | Kölcsön kenyér visszajár (Blowback) | Clark Johnson      | Kurt Sutter                                                         | 2002. április 9.  | 3,62 millió |
| 6.   | 6.  | Forró nyomon (Cherrypoppers)        | D. J. Caruso       | Scott Rosenbaum                                                     | 2002. április 16. | 3,49 millió |
| 7.   | 7.  | Fájdalmas bosszú (Pay in Pain)      | D. J. Caruso       | Shawn Ryan                                                          | 2002. április 23. | 2,90 millió |
| 8.   | 8.  | Gyilkos anyag (Cupid & Psycho)      | Guy Ferland        | Glen Mazzara                                                        | 2002. április 30. | 2,22 millió |
| 9.   | 9.  | Dupla csavar (Throwaway)            | Leslie Libman      | Kevin Arkadie                                                       | 2002. május 7.    | 2,05 millió |
| 10.  | 10. | A sorozatgyilkos (Dragonchasers)    | Nick Gomez         | Scott Rosenbaum és Kurt Sutter                                      | 2002. május 14.   | 2,58 millió |
| 11.  | 11. | Ragadozók (Carnivores)              | Scott Brazil       | Történet: James Manos, Jr. Tévéjáték: Kevin Arkadie és Glen Mazzara | 2002. május 21.   | 2,56 millió |
| 12.  | 12. | Kakasviadal (Two Days of Blood)     | Guy Ferland        | Kurt Sutter és Scott Rosenbaum                                      | 2002. május 28.   | 3,08 millió |
| 13.  | 13. | Aki másnak vermet ás... (Circles)   | Scott Brazil       | Shawn Ryan                                                          | 2002. június 4.   | 4,14 millió |

### 2. évad (2003)
| Sor. | Év. | Cím                             | Rendező          | Író                                                                | Premier           | Nézettség   |
| ---- | --- | ------------------------------- | ---------------- | ------------------------------------------------------------------ | ----------------- | ----------- |
| 14.  | 1.  | Halálos anyag (The Quick Fix)   | Scott Brazil     | Shawn Ryan és Glen Mazzara                                         | 2003. január 7.   | 4,43 millió |
| 15.  | 2.  | Szorul a hurok (Dead Soldiers)  | John Badham      | Kurt Sutter                                                        | 2003. január 14.  | 3,16 millió |
| 16.  | 3.  | Jóban-rosszban (Partners)       | Guy Ferland      | Scott Rosenbaum                                                    | 2003. január 21.  | 3,76 millió |
| 17.  | 4.  | Beépülve (Carte Blanche)        | Peter Horton     | Reed Steiner                                                       | 2003. január 28.  | 3,12 millió |
| 18.  | 5.  | Gátlások nélkül (Greenlit)      | Terrence O'Hara  | Kim Clements                                                       | 2003. február 4.  | 3,00 millió |
| 19.  | 6.  | Az ámokfutó (Homewrecker)       | Scott Brazil     | Shawn Ryan és Glen Mazzara                                         | 2003. február 11. | 2,92 millió |
| 20.  | 7.  | Intő jelek (Barnstormers)       | Scott Winant     | Scott Rosenbaum                                                    | 2003. február 18. | 2,79 millió |
| 21.  | 8.  | Sebhelyek (Scar Tissue)         | Paris Barclay    | Kurt Sutter                                                        | 2003. február 25. | 3,25 millió |
| 22.  | 9.  | Kezdeti nehézségek (Co-Pilot)   | Peter Horton     | Shawn Ryan és Glen Mazzara                                         | 2003. március 4.  | 3,03 millió |
| 23.  | 10. | Tőrbe csalva (Coyotes)          | Davis Guggenheim | Reed Steiner                                                       | 2003. március 11. | 3,20 millió |
| 24.  | 11. | Pokoli órák (Inferno)           | Brad Anderson    | Történet: James Manos, Jr. és Kim Clements Tévéjáték: Kim Clements | 2003. március 18. | 3,30 millió |
| 25.  | 12. | Téves nyomon (Breakpoint)       | Félix Alcalá     | Glen Mazzara                                                       | 2003. március 25. | 3,22 millió |
| 26.  | 13. | A dominó-elv (Dominoes Falling) | Scott Brazil     | Shawn Ryan                                                         | 2003. április 1.  | 3,67 millió |

### 3. évad (2004)
| Sor. | Év. | Cím                               | Rendező         | Író                                 | Premier           | Nézettség   |
| ---- | --- | --------------------------------- | --------------- | ----------------------------------- | ----------------- | ----------- |
| 27.  | 1.  | Bosszúhadjárat (Playing Tight)    | Clark Johnson   | Shawn Ryan és Kurt Sutter           | 2004. március 9.  | 2,82 millió |
| 28.  | 2.  | Zsákutca (Blood and Water)        | Clark Johnson   | Charles H. Eglee és Kim Clements    | 2004. március 16. | 2,66 millió |
| 29.  | 3.  | Tisztogatás (Bottom Bitch)        | Scott Brazil    | Scott Rosenbaum és Adam E. Fierro   | 2004. március 23. | 3,32 millió |
| 30.  | 4.  | Versenyszellem (Streaks and Tips) | Scott Brazil    | Glen Mazzara                        | 2004. március 30. | 2,64 millió |
| 31.  | 5.  | Aggasztó hírek (Mum)              | Nick Gomez      | Kurt Sutter és Shawn Ryan           | 2004. április 6.  | 2,40 millió |
| 32.  | 6.  | Akasztják a hóhért? (Posse Up)    | Félix Alcalá    | Kim Clements és Charles H. Eglee    | 2004. április 13. | 2,59 millió |
| 33.  | 7.  | Bármi áron (Safe)                 | Peter Horton    | Adam E. Fierro                      | 2004. április 20. | 2,61 millió |
| 34.  | 8.  | Végzetes hiba (Cracking Ice)      | Guy Ferland     | Charles H. Eglee és Diego Gutierrez | 2004. április 27. | 2,22 millió |
| 35.  | 9.  | Lincshangulat (Slipknot)          | Michael Chiklis | Kurt Sutter                         | 2004. május 4.    | 2,53 millió |
| 36.  | 10. | Bosszúszomj (What Power Is...)    | Dean White      | Kim Clements                        | 2004. május 11.   | 2,36 millió |
| 37.  | 11. | A drogfutár (Strays)              | David Mamet     | Glen Mazzara                        | 2004. május 18.   | 2,27 millió |
| 38.  | 12. | A koreai kapcsolat (Riceburner)   | Scott Brazil    | Adam E. Fierro és Scott Rosenbaum   | 2004. május 25.   | 2,52 millió |
| 39.  | 13. | Örmény bosszú (Fire in the Hole)  | Guy Ferland     | Kurt Sutter és Charles H. Eglee     | 2004. június 1.   | 2,28 millió |
| 40.  | 14. | A bűnjel (All In)                 | Stephen Kay     | Scott Rosenbaum                     | 2004. június 8.   | 2,42 millió |
| 41.  | 15. | Végjáték (On Tilt)                | Scott Brazil    | Shawn Ryan és Glen Mazzara          | 2004. június 15.  | 2,10 millió |

### 4. évad (2005)
| Sor. | Év. | Cím                                    | Rendező            | Író                                                                                     | Premier                                           | Nézettség   |
| ---- | --- | -------------------------------------- | ------------------ | --------------------------------------------------------------------------------------- | ------------------------------------------------- | ----------- |
| 42.  | 1.  | Terepszemle (The Cure)                 | Scott Brazil       | Glen Mazzara                                                                            | 2005. március 15. 2006. augusztus 31. (RTL Klub)  | 3,93 millió |
| 43.  | 2.  | Isten nem ver bottal (Grave)           | Paris Barclay      | Kurt Sutter                                                                             | 2005. március 22. 2006. szeptember 7. (RTL Klub)  | 3,25 millió |
| 44.  | 3.  | Új söprű jól söpör (Bang)              | Guy Ferland        | Scott Rosenbaum                                                                         | 2005. március 29. 2006. szeptember 14. (RTL Klub) | 2,87 millió |
| 45.  | 4.  | Csapatépítés (Doghouse)                | Dean White         | Adam E. Fierro                                                                          | 2005. április 5. 2006. szeptember 21. (RTL Klub)  | 3,08 millió |
| 46.  | 5.  | Elvarratlan szálak (Tar Baby)          | Guy Ferland        | Charles H. Eglee                                                                        | 2005. április 12. 2006. szeptember 28. (RTL Klub) | 2,95 millió |
| 47.  | 6.  | Zsarulesen (Insurgents)                | Vondie Curtis-Hall | Elizabeth Craft és Sarah Fain                                                           | 2005. április 19. 2006. okróber 6. (RTL Klub)     | 3,41 millió |
| 48.  | 7.  | Kutyaszorítóban (Hurt)                 | Nick Gomez         | Scott Rosenbaum és Lia L. Langworthy                                                    | 2005. április 26. 2006. október 12. (RTL Klub)    | 3,07 millió |
| 49.  | 8.  | Besúgók (Cut Throat)                   | Dean White         | Történet: Randy Huggins és Glen Mazzara Tévéjáték: Jennifer R. Richmond és Glen Mazzara | 2005. május 3. 2006. október 19. (RTL Klub)       | 3,22 millió |
| 50.  | 9.  | Véres bosszú (String Theory)           | Philip G. Atwell   | Charles H. Eglee és Shawn Ryan                                                          | 2005. május 17. 2006. október 26. (RTL Klub)      | 3,21 millió |
| 51.  | 10. | Felrúgott szabályok (Back in the Hole) | Scott Brazil       | Történet: Shawn Ryan Tévéjáték: Elizabeth Craft és Sarah Fain                           | 2005. május 24. 2006. november 3. (RTL Klub)      | 3,33 millió |
| 52.  | 11. | Hazudj, ha bírsz! (A Thousand Deaths)  | Stephen Kay        | Történet: Shawn Ryan Tévéjáték: Adam E. Fierro                                          | 2005. május 31. 2006. november 9. (RTL Klub)      | 3,04 millió |
| 53.  | 12. | A vádalku (Judas Priest)               | David Von Ancken   | Történet: Kurt Sutter és Charles H. Eglee Tévéjáték: Kurt Sutter és Scott Rosenbaum     | 2005. június 7. 2006. november 16. (RTL Klub)     | 2,66 millió |
| 54.  | 13. | Sok hűhó semmiért (Ain't That a Shame) | Stephen Kay        | Történet: Shawn Ryan és Kurt Sutter Tévéjáték: Shawn Ryan és Glen Mazzara               | 2005. június 14. 2006. november 23. (RTL Klub)    | 3,19 millió |

### 5. évad (2006)
| Sor. | Év. | Cím                                 | Rendező               | Író                                         | Premier                                          | Nézettség   |
| ---- | --- | ----------------------------------- | --------------------- | ------------------------------------------- | ------------------------------------------------ | ----------- |
| 55.  | 1.  | Kelepcében (Extraction)             | D. J. Caruso          | Kurt Sutter                                 | 2006. január 10. 2007. szeptember 13. (RTL Klub) | 3,42 millió |
| 56.  | 2.  | Sarokba szorítva (Enemy of Good)    | Guy Ferland           | Charles H. Eglee és Adam E. Fierro          | 2006. január 17. 2007. szeptember 20. (RTL Klub) | 2,81 millió |
| 57.  | 3.  | Emberkereskedők (Jailbait)          | Stephen Kay           | Scott Rosenbaum és Glen Mazzara             | 2006. január 24. 2007. szeptember 27. (RTL Klub) | 2,85 millió |
| 58.  | 4.  | A besúgó (Tapa Boca)                | Guy Ferland           | Elizabeth Craft és Sarah Fain               | 2006. január 31. 2007. október 5. (RTL Klub)     | 2,61 millió |
| 59.  | 5.  | A trófea (Trophy)                   | Philip G. Atwell      | Kurt Sutter, Renee Palyo és Tony Soltis     | 2006. február 7. 2007. október 11. (RTL Klub)    | 2,45 millió |
| 60.  | 6.  | A játszma folytatódik (Rap Payback) | Michael Chiklis       | Charles H. Eglee és Ted Griffin             | 2006. február 14. 2007. október 19. (RTL Klub)   | 2,43 millió |
| 61.  | 7.  | A belső ember (Man Inside)          | Dean White            | Adam E. Fierro és Emily Lewis               | 2006. február 21. 2007. október 25. (RTL Klub)   | 2,44 millió |
| 62.  | 8.  | Ellencsapás (Kavanaugh)             | D. J. Caruso -        | Shawn Ryan és Scott Rosenbaum               | 2006. február 28. 2007. november 8. (RTL Klub)   | 2,31 millió |
| 63.  | 9.  | Az óvadék (Smoked)                  | Dean White            | Sarah Fain, Elizabeth Craft és Glen Mazzara | 2006. március 7. 2007. november 16. (RTL Klub)   | 2,78 millió |
| 64.  | 10. | Az alku (Of Mice and Lem)           | Gwyneth Horder-Payton | Charles H. Eglee és Kurt Sutter             | 2006. március 14. 2007. november 22. (RTL Klub)  | 2,56 millió |
| 65.  | 11. | Elvarrt szálak (Postpartum)         | Stephen Kay           | Adam E. Fierro és Shawn Ryan                | 2006. március 21. 2007. november 29. (RTL Klub)  | 3,22 millió |

### 6. évad (2007)
| Sor. | Év. | Cím                                  | Rendező               | Író                                           | Premier                                   | Nézettség   |
| ---- | --- | ------------------------------------ | --------------------- | --------------------------------------------- | ----------------------------------------- | ----------- |
| 66.  | 1.  | Bűntudat (On the Jones)              | Michael Fields        | Kurt Sutter                                   | 2007. április 3. 2008. augusztus 4. (AXN) | 2,08 millió |
| 67.  | 2.  | Tűzkeresztség (Baptism by Fire)      | Guy Ferland           | Scott Rosenbaum                               | 2007. április 10.                         | 2,35 millió |
| 68.  | 3.  | Tisztogatás (Back to One)            | Gwyneth Horder-Payton | Adam E. Fierro                                | 2007. április 17.                         | 1,95 millió |
| 69.  | 4.  | Az újonc (The New Guy)               | Clark Johnson         | Sarah Fain és Elizabeth Craft                 | 2007. április 24.                         | 1,97 millió |
| 70.  | 5.  | Váratlan fejlemények (Haunts)        | Michael Chiklis       | Glen Mazzara és Charles H. Eglee              | 2007. május 1.                            | 2,15 millió |
| 71.  | 6.  | A gyanú árnyéka (Chasing Ghosts)     | Frank Darabont        | Shawn Ryan és Adam E. Fierro                  | 2007. május 8.                            | 1,87 millió |
| 72.  | 7.  | Kirekesztve (Exiled)                 | Dean White            | Scott Rosenbaum és Kurt Sutter                | 2007. május 15.                           | 1,90 millió |
| 73.  | 8.  | Külön utakon (The Math of the Wrath) | Rohn Schmidt          | Charles H. Eglee                              | 2007. május 22.                           | 1,47 millió |
| 74.  | 9.  | Késő bánat (Recoil)                  | Guy Ferland           | Sarah Fain, Elizabeth Craft és Adam E. Fierro | 2007. május 29.                           | 1,74 millió |
| 75.  | 10. | Spanyol módra (Spanish Practices)    | Paris Barclay         | Shawn Ryan és Scott Rosenbaum                 | 2007. június 5.                           | 2,06 millió |

### 7. évad (2008)
| Sor. | Év. | Cím                                     | Rendező               | Író                                     | Premier                                                                  | Nézettség   |
| ---- | --- | --------------------------------------- | --------------------- | --------------------------------------- | ------------------------------------------------------------------------ | ----------- |
| 76.  | 1.  | Bandaháború (Coefficient of Drag)       | Guy Ferland           | Kurt Sutter                             | 2008. szeptember 2. 2009. július 2. (AXN) 2011. szeptember 2. (RTL Klub) | 2,12 millió |
| 77.  | 2.  | Halállista (Snitch)                     | Gwyneth Horder-Payton | Gary Lennon                             | 2008. szeptember 9.                                                      | 1,66 millió |
| 78.  | 3.  | Ördögi terv (Money Shot)                | Terrence O'Hara       | Adam E. Fierro                          | 2008. szeptember 16.                                                     | 1,93 millió |
| 79.  | 4.  | Beláthatatlan következmények (Genocide) | Dean White            | Lisa Randolph                           | 2008. szeptember 23.                                                     | 1,56 millió |
| 80.  | 5.  | A nagy játszma (Game Face)              | Michael Chiklis       | Charles H. Eglee                        | 2008. szeptember 30.                                                     | 1,48 millió |
| 81.  | 6.  | Egy arc a múltból (Animal Control)      | Gwyneth Horder-Payton | John Hlavin és Angela Russo             | 2008. október 7.                                                         | 1,15 millió |
| 82.  | 7.  | Alattomos terv (Bitches Brew)           | Stephen Kay           | Charles H. Eglee és Elizabeth A. Hansen | 2008. október 14.                                                        | 1,31 millió |
| 83.  | 8.  | Lebukás (Parricide)                     | Guy Ferland           | Kurt Sutter és Gary Lennon              | 2008. október 21.                                                        | 1,61 millió |
| 84.  | 9.  | Szökésben (Moving Day)                  | Rohn Schmidt          | Adam E. Fierro és Lisa Randolph         | 2008. október 28.                                                        | 1,68 millió |
| 85.  | 10. | Nehéz döntés (Party Line)               | Gwyneth Horder-Payton | Angela Russo és John Hlavin             | 2008. november 4.                                                        | 1,49 millió |
| 86.  | 11. | Kényszerhelyzet (Petty Cash)            | Craig Brewer          | Charles H. Eglee és Jameal Turner       | 2008. november 11.                                                       | 1,66 millió |
| 87.  | 12. | Bűnlajstrom (Possible Kill Screen)      | Billy Gierhart        | Adam E. Fierro és Evan Bleiweiss        | 2008. november 18.                                                       | 1,60 millió |
| 88.  | 13. | Nincs tovább! (Family Meeting)          | Clark Johnson         | Shawn Ryan                              | 2008. november 25.                                                       | 1,84 millió |